# 天主教奧蘭教區 (阿爾及利亞)
天主教奧蘭教區（拉丁語：Dioecesis Oranensis）是阿爾及利亞一個羅馬天主教教區，屬阿爾及爾總教區。
教區成立於1866年7月25日，包括地中海西部沿岸。2004年有教友400人（佔轄區總人口不足0.1%）、七個堂區、二十名司鐸。現任教區主教為讓-保羅·韋斯科。